# Día Internacional de la Trabajadora Sexual
El Día Internacional de la Trabajadora Sexual es una jornada que se celebra anualmente el 6 de julio desde 1976, fecha elegida por los sucesos de 1975.

## Proclamación
El Día Internacional de la Trabajadora Sexual conmemora el acto de protesta llevado a cabo el 2 de junio de 1975, cuando más de 200 trabajadoras sexuales ocuparon la iglesia de Saint-Nizier en Lyon, Francia. Este evento fue una respuesta directa a la intensa represión policial y la indiferencia gubernamental que las prostitutas enfrentaban, lo que las obligaba a trabajar en condiciones cada vez más peligrosas y clandestinas. La falta de protección pública y las represalias constantes culminaron en este acto significativo, que marcó el inicio de un movimiento global en defensa de sus derechos y dignidad.

## Celebración
Este día se observa cada 2 de junio, recordando la protesta de 1975. Desde 1976, diversas comunidades y organizaciones han marcado esta fecha con actividades que destacan la lucha por los derechos de las trabajadoras sexuales. Sin embargo, la conmemoración de este día no surge de un establecimiento formal por parte de un organismo unificador global, sino que se ha manifestado a través de esfuerzos descentralizados y locales. La falta de una coordinación formal y continua a nivel internacional refleja la diversidad y autonomía de los movimientos que buscan empoderar a las trabajadoras sexuales y reconocer sus derechos. Eventos en distintos países, como la lectura de Women without rooms (en español, Mujeres sin habitaciones) en Bochum, Alemania, han destacado que los desafíos enfrentados por estas trabajadoras no han disminuido significativamente desde 1975.